# Qui pluribus

Wappen Papst Pius’ IX.

In der Antrittsenzyklika von Papst Pius IX. Qui pluribus vom 9. November 1846 werden bereits alle Themen angesprochen, die sein Pontifikat prägten.

## Übersicht
Er verurteilte in der Enzyklika den Liberalismus und bezeichnete „den erstmals in einem päpstlichen Dokument so genannten Kommunismus“ als eine „abscheuliche Lehre, die in höchstem Grad dem Naturrecht entgegengesetzt ist und die, einmal zur Herrschaft gelangt, zu einem radikalen Umsturz der Rechte, der Lebensverhältnisse, des Eigentums und der menschlichen Gesellschaft führen muß“.
Die Grundzüge seines Syllabus von 1864 sind in dieser Enzyklika bereits deutlich erkennbar. Er wendet sich neben dem Kommunismus gegen Demokratie, Liberalismus und Sozialismus, insbesondere insofern diese „Zeitirrtümer“ die Freiheit der Kirche gefährden können.

## Einstellung zu Massenmedien
Die Haltung Pius’ gegenüber den Massenmedien war skeptisch. In seiner Enzyklika verurteilte er die zügellose Freiheit, alles zu denken, zu sagen und zu drucken.

## Die Bibelgesellschaften
Hierzu schreibt er von den Bibelgesellschaften, die den alten Kunstgriff der Häretiker (Irrlehrer) erneuern und die Bücher der göttlichen Schriften, entgegen den allerheiligsten Vorschriften der Kirche, in alle Landessprachen übersetzen und mit oft verdrehten Erklärungen versehen.

## Text
- Pii IX P. M. Acta 1/I, Roma 1854, p. 6–13.
- Denzinger-Hünermann: Enzyklika „Qui pluribus“, 9. Nov. 1846, Verlag Herder, Freiburg im Breisgau 39. Auflage 2001, Sp. 2775–2786. [wesentliche Auszüge in Lateinisch und Deutsch]
- Neuner-Roos: Rundschreiben Papst Pius’ IX. „Qui pluribus“ (1846). Verlag Friedrich Pustet, Regensburg 12. Auflage 1986, S. 36–38, Nrn. 7–10. [Auszüge der zentralsten Passagen]